# Shanghai 2
Le Shanghai 2 est le seul survivant de 6 patrouilleurs transférés en 1974/75 par la Chine à l'Albanie.
Relativement polyvalent (artillerie, torpille et mine) et rapide.